# Hemmeligheder (film fra 1924)
Hemmeligheder (originaltitel Secrets) er en amerikansk stumfilm fra 1924 instrueret af Frank Borzage.

## Medvirkende
- Norma Talmadge som Mary Carlton
- Eugene O’Brien som John Carlton
- Winter Hall som Dr. Arbuthnot
- Frank Elliott som Robert Carlton
- George Cowl som John Carlton Jr.
- Clarissa Selwynne som Audrey Carlton
- Florence Wix som Lady Lessington